# PKP-Baureihe ST44
Die Lokomotiven der Baureihe ST44 der Polnischen Staatsbahnen (PKP) sind sechsachsige dieselelektrische Lokomotiven für den schweren Güterzugdienst. Die ST44 ist die polnische Variante der Bauart M62.

## Baureihe ST44 der PKP
Parallel zur Baureihe ST43 beschafften die PKP ab 1966 von der sowjetischen Lokomotivfabrik Lugansk (LTS; russisch: Луганский тепловозостроительный завод, Luganski teplowosostroitelny sawod, Lugansker Diesellokomotivenfabrik; später Ворошиловградский тепловозостроительный завод, Woroschilowgradski teplowosostroitelny sawod) sechsachsige Lokomotiven des Typs M62 und bezeichneten sie als ST44.
Durch die Konzeption als Güterzuglokomotive beträgt die Höchstgeschwindigkeit nur 100 km/h, eine Zugheizung ist nicht vorhanden. Charakteristisch für die ST44 im Gegensatz zu den anderen Lokomotiven vom Typ M62 sind die bei den PKP üblichen großen Scheinwerfer.
Die Lieferungen der ST44 wurden bis 1988 fortgeführt und umfassten 1113 regelspurige Lokomotiven. Die PKP waren damit sowohl die letzte Bahngesellschaft in Europa, die die M62 beschaffte, als auch diejenige, die die größte Stückzahl M62 erhielt.
1980 wurde ein Prototyp mit Lemniskatenlenker-Drehgestellen (gleiche Bauart wie bei DR-Baureihe 130) an die PKP geliefert und als ST44-1500 eingereiht. Eine Serienfertigung dieser Bauart erfolgte nicht.
Von 1977 bis 1980 wurden zusätzlich 68 ST44 in der sowjetischen Breitspur (Spurweite 1524 mm) für die Linia Hutnicza Szerokotorowa zwischen Sławków (bei Będzin) und der Grenze zur Sowjetunion (heute Ukraine) bei Hrubieszów beschafft.
Die Baureihe ST44 ist trotz des teilweise geringen Alters bereits größtenteils ausgemustert. Mitte 2008 waren noch etwa 70 normalspurige Lokomotiven im Einsatzbestand der PKP, darunter zehn bei der Firma PESA remotorisierte Exemplare als Reihe ST44-1201–1210. Inzwischen wurden die Loks bis ST44-1251 modernisiert. ST44 1231 der PKP-Cargo war im Juni 2019 noch in Betrieb.
Des Weiteren sind an mehreren Orten auch noch gut drei Dutzend abgestellte Loks vorhanden.
Größere Einsatzgebiete finden sich nur noch in Zamość und im Raum Białystok (Betriebswerke Białystok, Czeremcha und Suwałki), des Weiteren werden einige Loks auf der alten Ostbahn (von den Bahnbetriebswerke Szczecinek, Chojnice, Tczew und etwas weiter nördlich Gdynia) sowie von den oberschlesischen Bahnbetriebswerken in Tarnowskie Góry, Rybnik und Łazy aus eingesetzt.
Mit ST44-001 ist die erste gelieferte Maschine im Warschauer Eisenbahnmuseum unweit des Centralbahnhofes erhalten.
Die breitspurigen ST44 (ST44-2000er Serie) gingen an die aus den PKP ausgegliederte Tochtergesellschaft LHS über, bei der noch etwa 40 Stück im Bestand sind. Diese werden teilweise aufwändig modernisiert und remotorisiert, da sie mangels nachfolgender Beschaffungen unverzichtbar sind: Neben der Ursprungsversion werden bereits Umbauten der Firmen Fablok (ST44 3001 und 3002), Newag (ST40s-01 und 02; Bauart 311d) sowie PESA (Loks behielten ihre alte Nummer) eingesetzt.
Allerdings hatten auch die PKP zeitweise breitspurige Maschinen ihrem Bestand. So fuhren zum Beispiel ST44 1103 und 1104 einige Zeit lang im Grenzverkehr zwischen Braniewo und Russland und waren dafür umgespurt worden.

## Lokomotiven vom Typ M62 bei Werkbahnen
Weitere Lokomotiven des Typs M62 wurden an polnische Werksbahnen geliefert, diese laufen unter der Werksbezeichnung „M62“. Petrochemia Płock erhielt M62 01 bis 06, die Sandbahnen des Przedsiębiorstwo Materiałów Podsadzkowych Przemysłu Węglowego (PMPPW) erhielten die M62 07 bis 09. Weitere M62 aus dem Bestand anderer Staatsbahnen sind bei weiteren privaten Bahngesellschaften in Polen im Einsatz.